# Karl Grunder
Karl Grunder (* 20. November 1880 in Arni BE; † 5. Januar 1963 in Bern) war ein Schweizer Mundartautor.

## Leben
Karl Grunder absolvierte das Lehrerseminar Hofwil und arbeitete als Lehrer im Weiler Lütiwil bei Arni, dann in Grosshöchstetten und von 1917 bis 1950 an der Pestalozzischule in Bern.
Er zählt mit seinen zahlreichen berndeutschen Theaterstücken und Liederspielen zu den bekannteren Theaterautoren der Schweiz, die im Dialekt schrieben. Seine drei Erzählbände wurden anfangs der 90er-Jahre neu aufgelegt. An seinem Geburtsort fand bis in das Jahr 2009 alljährlich die Hammegg-Chilbi statt. Heute findet einmal jährlich der Gmüetlech Hammegg-Tag mit Predig statt, der durch den Karl Grunder Verein ins Leben gerufen wurde.
Grunders Nachlass befindet sich in der Burgerbibliothek Bern. Der Nachlass umfasst hauptsächlich die Manuskripte von Grunders Werken (Mundarttheaterstücke, Volksliederspiele, Festspiele, Erzählungen, Volks- und Jodelliedtexte) sowie eine Sammlung von Rezensionen zu Werken und Werkaufführungen. Grunders gedruckte Theaterstücke, Volksliederspiele, Liederhefte und Notenblätter sind ebenfalls Teil des Bestands. Weiter beinhaltet der Nachlass Fotografien und Fotoalben, Unterlagen zum Hammeggfest und anderen Veranstaltungen, Korrespondenz, Gratulationsschreiben zu Geburtstagen und einzelne Lebensdokumente, Auszeichnungen und Belege seiner Tätigkeit als Lehrer.

## Auszeichnungen
- 1940 Ehrengabe der Stadt Bern
- 1946 Gesamtwerkspreis der Schweizerischen Schillerstiftung

## Werke

### Prosabände
- Tröschteli un angeri Bärndütsch-Gschichte. Benteli, Bümpliz 1924; Emmentaler Druck, Langnau 1990
- Hammegg-Lüt. Erzählungen. Benteli, Bümpliz 1931; Emmentaler Druck, Langnau 1991
- Göttiwyl. Vo mene Dörfli u sine Lüte. Francke, Bern 1941; Emmentaler Druck, Langnau 1992

### Theaterstücke
- Der Schmied von Höchstette. Volkstragödie in 5 Akten. Künzi-Locher, Bern 1913; Neufassung ebd. 1935
- D’ Wättertanne. Mundartstück in 6 Bildern aus der Mobilisationszeit 1914. Künzi-Locher, Bern o. J.
- D’ Wybermühli. Volksliederspiel in 3 Bildern. In Musik gesetzt von Walter Simon Huber. Künzi-Locher, Bern o. J.
- Heimatsang. Dramatisches Volksliederspiel. Muntwyler, Thun o. J.
- ’S Vreneli am Thunersee. Volksliederspiel in 2 Szenen. Künzi-Locher, Bern o. J.; Neufassung 1949
- Hohwacht. Heimatliches Volksstück in 4 Akten. Künzi-Locher, Bern 1921
- D’ Stöcklichrankheit. Berndeutscher Schwank in 1 Akt. Künzi-Locher, Bern 1921
- Ds Wätterloch. Bilder u Begäbeheiten us de Mobilisationszyt vom Jahr 1914. Benteli, Bümpliz 1928
- Der Ruetehof. Berndeutsches Volksstück in 4 Akten. Künzi-Locher, Bern 1929
- Der Gittüüfel. Es luschtigs Mundartstück i 2 Ufzüge. Künzi-Locher, Bern 1930
- Der Rutenhof. Volksoper in 3 Akten und 1 Vorspiel (mit Johannes Haeberli). Musik von Hans Adolf Peter. Künzi-Locher, Bern 1931
- I der Gnepfi. Schwank im Berner Dialekt in 3 Aufzügen. Künzi-Locher, Bern 1933
- E böse Geischt. Mundartstück in 4 Szenen. Neufassung. Künzi-Locher, Bern 1935
- D’ Waldmarch. Volksstück in 4 Akten. Künzi-Locher, Bern 1935; Neufassung 1946
- D’ Ufrichti. Es Mundartstück us der Gägewart i 4 Akte. Francke (Heimatschutz-Theater 113), Bern 1938
- Bärewirts Töchterli. Historisches Dialektstück in 5 Akten. Bern 1942; Neufassung: Sauerländer, Aarau 1960
- En Abesitz. Berndeutsche Volksliederszene. Francke, Bern 1943
- D’ Filmhelde. Es heitersch Mundartstück in eim Akt. Francke (Heimatschutz-Theater 130), Bern 1945
- D’ Wyßeburgere. Mundartstück in 4 Akten. Francke (Heimatschutz-Theater 161), Bern 1960